# Acacia apiculata
Acacia apiculata é uma espécie de leguminosa do gênero Acacia, pertencente à família Fabaceae.